# Cyperus albosanguineus
Cyperus albosanguineus är en halvgräsart som beskrevs av Georg Kükenthal. Cyperus albosanguineus ingår i släktet papyrusar, och familjen halvgräs. Inga underarter finns listade i Catalogue of Life.